# أنتل داون
حتى الفجر (بالإنجليزية: Until Dawn)‏ هي لعبة فيديو من نوع الرعب النفسي ورعب البقاء. اللعبة من تطوير سوبرماسيف جيمز ونشر سوني كمبيوتر إنترتينمنت حصرياً لبلاي ستيشن 4. صدرت اللعبة في 25 أغسطس 2015.

## قصة اللعبة
تدور أحداث القصة حول مجموعة من الأصدقاء وهم سام (Sam) مايك (Mike) مات (Matt) جوش (Josh) جيسيكا (Jessica) إميلي (Emily) كريس (Chris) اشلي (Ashley) الذين يذهبون للتخيم في كوخ خشبي وسط الغابة المجمدة في فصل الشتاء، وذلك من اجل إحياء ذكرى اختفاء أصدقائهم التوأم هانا - بيث (Hannah-Beth) ولكنهم يتفاجئون بأشياء غريبة تحدث لهم، ويجدون أنفسهم محاصرون ومطاردون من قبل سفاح مجنون يرعبهم ويقتلهم وعليهم الهروب والدفاع عن انفسهم حتى الفجر
.

## أسلوب اللعبة
لعبة حتى الفجر لعبة جديدة كليا وبشكل مختلف عن بقية الألعاب بالرغم من أن نوعيتها تقليدية ومعروفة، ولكن هنا نوعية رعب البقاء لا تعتمد على الهروب والدفاع عن النفس بأسلحة أو بالفرار بشكل مستمر من وحوش أو عدو، هنا اللعبة عبارة عن فلم سينمائي مليء بالأحداث المثيرة والمشوقة بحيث تجد نفسك تصنع فلم بسيناريو خاص بك، اللعبة عبارة عن مغامرة مرعبة تقوم بكتابة السيناريو الخاص بك وبالأبطال المتواجدين بحيث تعتمد على قراراتك المصيرية والتي يترتب عليها الحياة والموت لاى شخصية مرافقة لك في اللعبة.
اللعبة تعتمد على منظور الشخص الثالث بشكل مختلف عن ألعاب الاكشن بحيث تظهر الشخصية بشكل كامل وتظهر على كاميرات متعددة من الأمام ومن الخلف ومن الأعلى، وهذه الكاميرات على حسب حركاتك وكان هناك كاميرات مراقبة وأنت تلعب من خلالها مثل ألعاب المغامرة والتحقيقات البسيطة، اللعبة لا تعتمد على نظام النقرة مثل بقية ألعاب المغامرة ولكنها تعتمد على التفاعل مع الأزرار وما يسمى QTE بحيث تتفاعل مع الأزرار التي تظهر لك على الشاشة ومنها تفاعل بدون وقت ومنها تفاعل سريع بحيث عليك أن تضغط بسرعة على الأزرار.
أيضا اللعبة سوف تتيح لنا في بعض المواقف نظام التصويب الرائع مع بطئ في الحركة بحيث تجعلك تصوب على بعض الأهداف مثل إطلاق النار أو تصويب أشياء صلبة على القاتل، بما إننا نلعب في فلم سينمائي وبثمانية شخصيات سيكون علينا اللعبة بجميع الشخصيات حسب المهمة والفصل ومن هنا يأتي اتخاذ القرارات ووضع نهايات مختلفة لكل شخصية، سيكون عليك اتخاذ بعض القرارات البسيطة والتي تؤثر على علاقة الشخصيات بعضها ببعض ولا يظهر تأثيرها بشكل سريع ولكن فيما بعد، وهناك قرارات مصيرية تسمى تأثير الفراشة وهذه القرارات تكون مؤثرة بشكل قوى جدا ويظهر تأثيرها في نفس الوقت وهذا خلال وقت محدد مثل اختيار حياة شخص بدلا من الأخر أو إنقاذ شخص أو تركه يموت.

## التطوير
اللعبة من تطوير شركة Supermassive Gamesبحيث تم الإعلان عنها لأول مرة في معرض GamesCom عام 2012 وكانت ستصدر على جهاز PS3 وكانت تتمتع بتحكم الموف وكانت بمنظور الشخص الأول، وبعد ذلك كانت هناك مقالات بان اللعبة تم إلغائها ولكن تحدثت الشركة أن اللعبة مستمرة ولكنها سوف تصدر في وقت متأخر، وبعد ذلك تم تحديد صدور اللعبة على جهاز PS4 ويمكن استخدام شاشة اللمس الخاصة بذراع التحكم.

## طاقم العمل
- هايدن بانتير بدور سام
- بريت دالتون بدور مايك

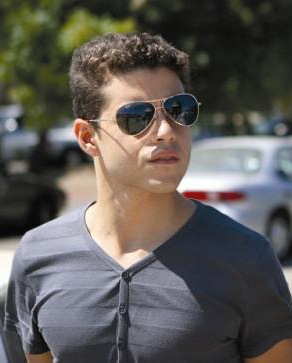
رامي مالك بدور جوش
- نيكول بلوم بدور إميلي
- نواه فليش بدور جوش
- قالادريل ستاينمان بدور اشلي
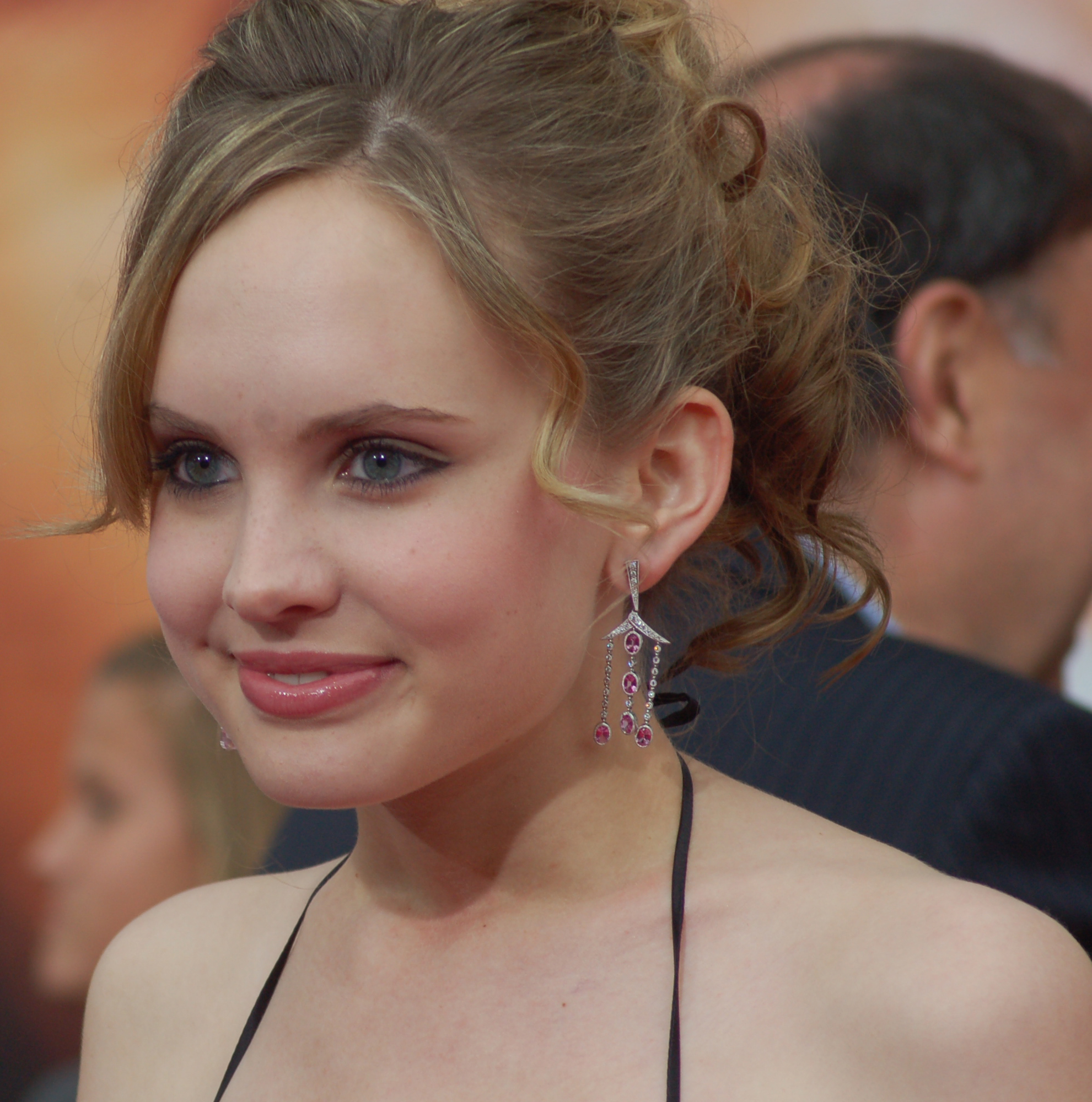
ميغان جيتي مارتن بدور جيسيكا
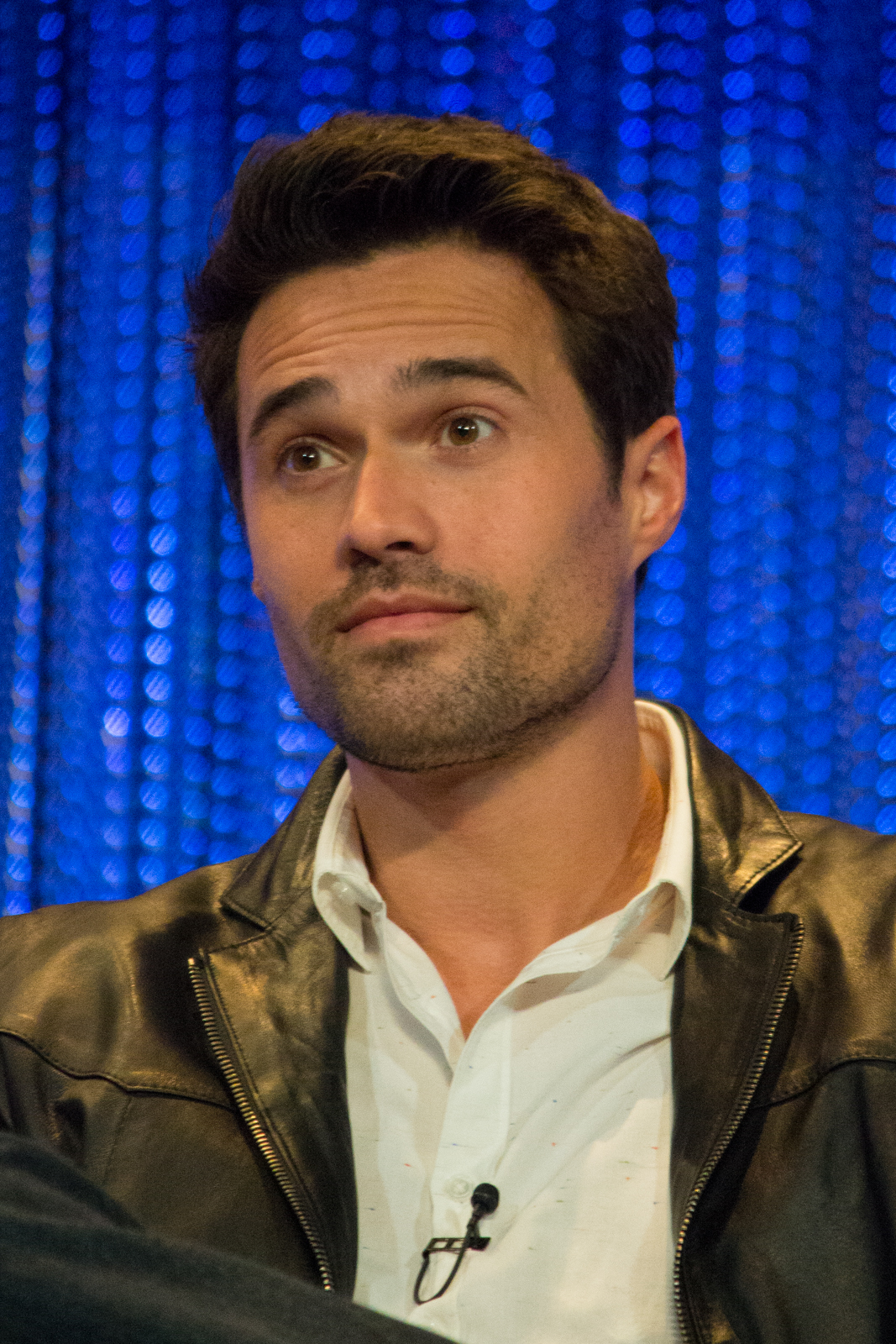
بريت دالتون بدور مايك
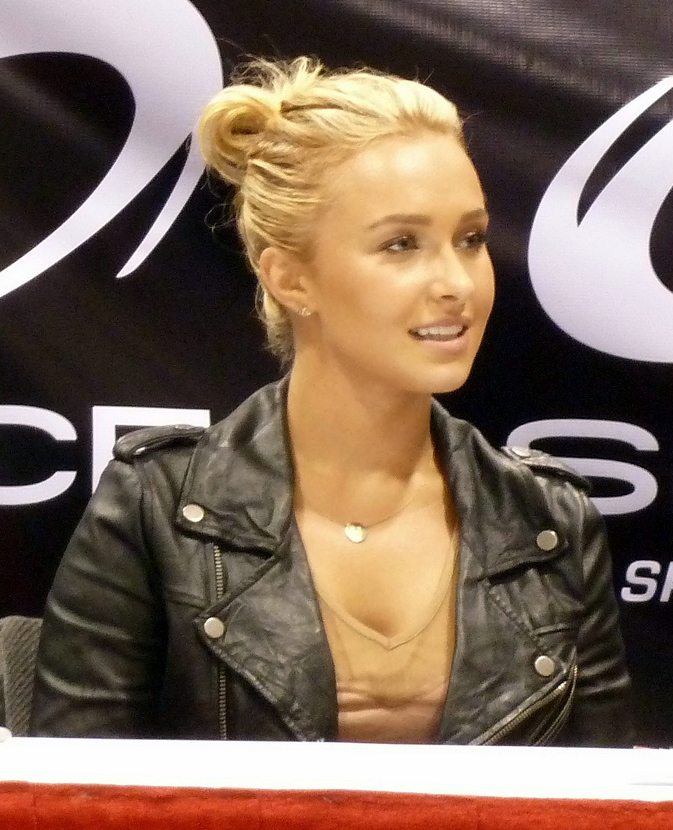
هايدن بانتير بدور سام

- جوردان فيشر بدور مات
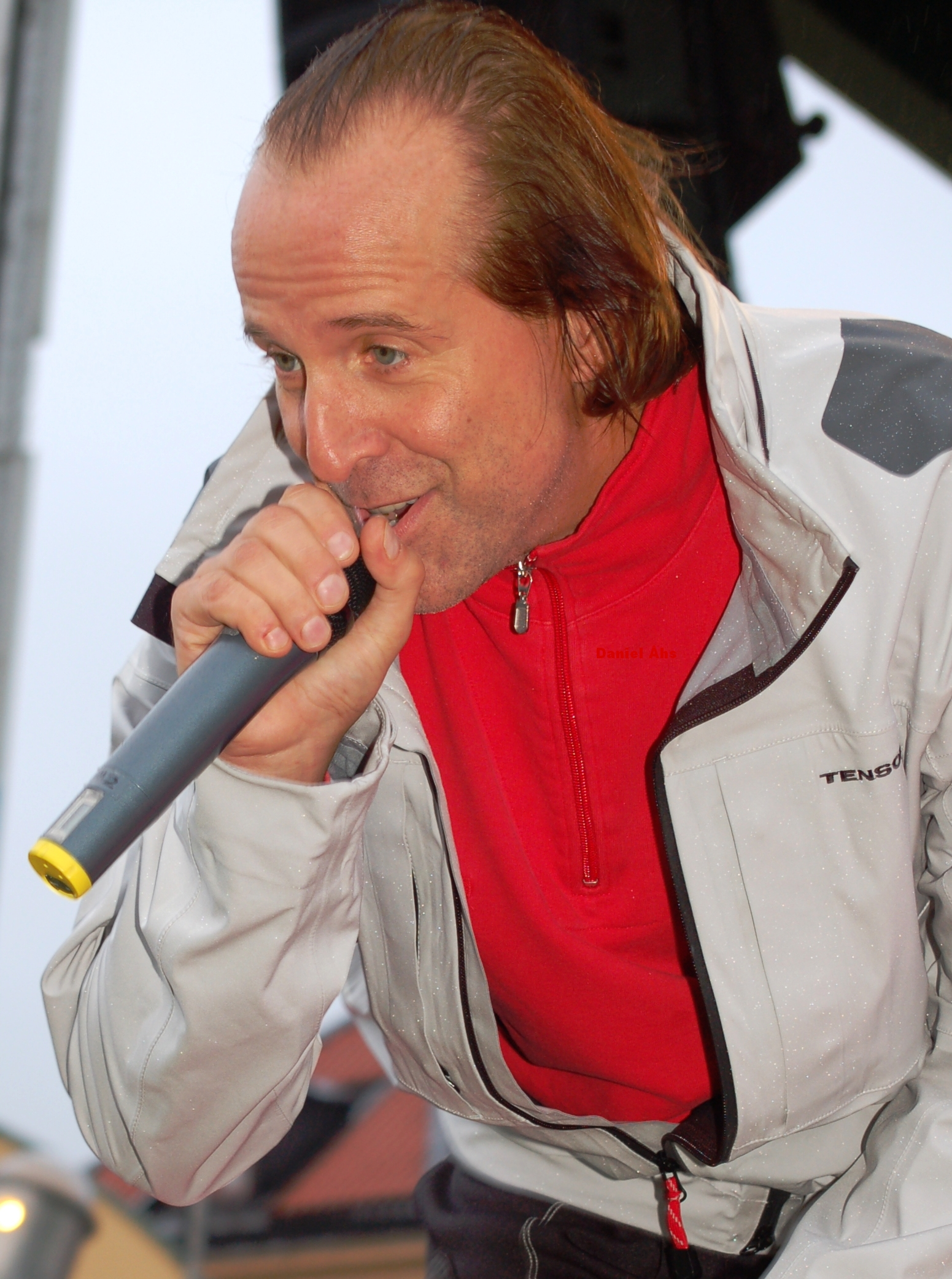
بيتر ستورمار بدور الدكتور هيل

- رامي مالك بدور جوش
- ميغان جيتي مارتن بدور جيسيكا
- بريت دالتون بدور مايك
- هايدن بانتير بدور سام
- بيتر ستورمار بدور الدكتور هيل

## الاستقبال
| استقبال |             |
| --- | ----------- |
| الدرجات الإجمالية المجموع نقاط غيم رانكينغز 79.94% [ 4 ] ميتاكريتيك 79/100 [ 5 ] نتائج المراجعة نشرة نقاط دستركتويد 7/10 [ 6 ] إلكترونك غيمينغ مونثلي 8/10 [ 7 ] يورو غيمر Recommended [ 8 ] غيم إنفورمر 9/10 [ 9 ] غيم ريفولوشن [ 10 ] غيم سبوت 8/10 [ 11 ] غيمز رادار [ 12 ] غيم تريلرز 8.5/10 [ 13 ] آي جي إن 7.5/10 [ 14 ] بوليغون 6.5/10 [ 15 ] فيديو غيمر.كوم 8/10 [ 16 ] |             |
| الدرجات الإجمالية |             |
| المجموع | نقاط        |
| غيم رانكينغز | 79.94%      |
| ميتاكريتيك | 79/100      |
| نتائج المراجعة |             |
| نشرة | نقاط        |
| دستركتويد | 7/10        |
| إلكترونك غيمينغ مونثلي | 8/10        |
| يورو غيمر | Recommended |
| غيم إنفورمر | 9/10        |
| غيم ريفولوشن | [ 10 ]      |
| غيم سبوت | 8/10        |
| غيمز رادار | [ 12 ]      |
| غيم تريلرز | 8.5/10      |
| آي جي إن | 7.5/10      |
| بوليغون | 6.5/10      |
| فيديو غيمر.كوم | 8/10        |

حصلت أنتل داون على مراجعات إيجابية من قبل اغلب النقاد عند عرض اللعبة عليهم. وحصلت اللعبة على 79.94% بناء على 50 مراجعة في جيم رانكينجز و79/100 على ميتاكريتيك بناء على 68 مراجعة. وأعطت الناقدة لوسي أوبراين من من موقع IGN مراجعة ايجابية لعموم اللعبة، حيث حصلت على 7.5 نقطة من أصل 10. وأثنت على بيئة اللعبة «المخيفة» وقالت أيضا بعض الشخصيات لا تروق لها لا سيما «دكتور هيل».
وأعطى جيف مارتشيافافا الناقد من مجلة Game Informer الشهرية مراجعة ايجابية حيث حصلت اللعبة على 9/10 نقطة وأشاد بالخيارات التي تمكن اللاعب من تغير القصة. ووصف اللعبة بشكل عام ب«الرائعة» وقال مارشيافافا عن اللعبة «تجربة رائعة لمشجعين الرعب».